# Жан II (герцог Лотарингии)
Жан II Лотарингский (Жан II Анжуйский, Жан Калабрийский) (фр. Jean II de Lorraine, Jean II d'Anjou, Jean de Calabre, 2 августа 1425, Нанси — 16 декабря 1470, Барселона) — маркиз де Понт-а-Муссон (1444—1470), герцог Лотарингии (1453—1470), титулярный герцог Калабрийский (1442—1470) и граф Барселонский (герцог Жероны, герцог Монблана и граф Серверы) (1466—1470).
Старший сын Рене I Доброго (1409—1480), герцога Бара (1430—1480), Лотарингии (1431—1453) и Анжуйского (1434—1475), графа Прованского (1434—1480), титулярного короля Неаполя (1442—1480), титулярного короля Иерусалима (1438—1480), титулярного императора Восточной Римской империи (1435—1480), и Изабеллы I Лотарингской (1400—1453), герцогини Лотарингии (1431—1453).

## Биография
В 1444 году Жан Анжуйский получил от своего отца Рене Доброго, герцога Анжуйского и Лотарингского, титул маркиза де Понт-а-Муссон. В 1445-1453 годах по поручению отца управлял Лотарингией.
В 1453 году после смерти своей супруги, герцогини Изабеллы Лотарингской, герцог Анжуйский Рене Добрый отказался от титула герцога Лотарингского в пользу своего старшего сына Жана.
Рене Добрый, герцог Анжуйский и Лотарингский, отец Жана, претендовал на королевский престол Неаполитанского королевства, в 1434-1442 годах вел борьбу с королём Арагона Альфонсом V, но в 1442 году потерпел поражение и вынужден был вернуться из Италии во Францию. Неаполитанские бароны, недовольные правлением нового короля Фердинанда I (1458—1496), обратились за помощью к герцогам Анжуйским и предложили корону герцогу Жану Калабрийскому, старшему сыну Рене Доброго, герцога Анжуйского. Жан Лотарингский прибыл в Италию с небольшим отрядом, но его поддержали самые крупные и могущественные бароны королевства. Летом 1460 года Жан Калабрийский нанес поражение папскому полководцу Симонетту в битве при Сарно, вёдшего помощь Фердинанду. Однако вскоре на сторону неаполитанского короля Фердинанда перешли князь Салернский и другие неаполитанские бароны, а также правитель Албании Скандербег. В 1462 году французы потерпели поражение от неаполитанцев в битве при Трое. В 1464 году герцог Жан Калабрийский вынужден был покинуть Южную Италию и уплыл во Францию.
В 1465 году герцог Жан Лотарингский вошел в состав Лиги общественного блага, созданной крупными французскими феодалами и направленной против централизаторской политики короля Франции Людовика XI Валуа (1461—1483).
В 1466 году каталонцы, поднявшие восстание против арагонского короля Хуана II (1458—1479), избрали новым королём Арагона и графом Барселонским Рене Доброго, герцога Анжуйского и графа Прованского. Старый Рене Добрый прислал в Каталонию своего сына Жана, герцога Лотарингского. Жан принял титул графа Барселонского. Жан Лотарингский с французским войском захватил несколько городов в Каталонии, выбив оттуда арагонцев.
В 1466-1470 годах от его имени Лотарингией правил Никола, единственный сын Жана Анжуйского.
Однако в декабре 1470 года герцог Жан Лотарингский внезапно скончался в Барселоне. Новым герцогом Лотарингии стал его сын Никола (1470—1473).

## Семья
В 1444 году Жан Анжуйский женился на Марии де Бурбон (1428—1448), дочери Карла I де Бурбона (1401—1456), пятого герцога де Бурбона (1434—1456), и Агнессы Бургундской (1401—1476). В браке они имели пятерых детей:
- Изабелла (род. в 1445 и умерла в детстве)
- Рене (род. в 1446 и умерла в детстве)
- Мария (род в 1447 и умерла в детстве)
- Жанна (ум. 1471)
- Никола I (1448—1473), герцог Лотарингии (1470—1473)

Кроме того, Жан Лотарингский имел пятерых внебрачных детей.